# Стерн, Эдвин
Эдвин Х. Стерн (англ. Edwin Stern; род. 10 июня 1941 года) — юрист и судья, который исполнял обязанности правосудия в Верховном суде Нью-Джерси (судья апелляционного отдела, временно назначенный в Верховном Суде).

## Биография
Стерн вырос в городе Саут-Ориндж (штат Нью-Джерси), окончил Университет Рутгерса в 1963 году и юридический факультет Колумбийского университета в 1966 году. Он жил в Уэст-Ориндже и Монро.
Стерн был клерком для судьи в апелляционном Отделе, а с 1967 по 1970 год работал юристом частной практики. Он позже вступил в прокуратуру Гудзон Каунти, где он работал первым помощником (1970—1973), а затем исполняющим обязанности прокурора (1973—1974). После этого он работал директором по уголовной практике в административном офисе судов до 1977 года. Он работал заместителем генерального прокурора в Департаменте правопорядка и общественной безопасности до 1980 года, когда он вернулся в административный офис судов, где работал в качестве помощника директора по правовой работе.
Губернатор Нью-Джерси Брендан Бирн назначил его на высший суд в 1981 году. Стерн стал судьей апелляционного суда 1 сентября 1985 года, в Верховном суде Нью-Джерси, апелляционный Отдел, а с 1 сентября 1998 года, стал председательствующим судьей апелляционного отдела.